# Anomochloa
Anomochloa là một chi thực vật có hoa trong họ Hòa thảo (Poaceae).

## Loài
Chi Anomochloa gồm các loài: